# Земний еліпсоїд

Земний еліпсоїд

Земни́й еліпсо́їд — еліпсоїд обертання, який найкращим чином представляє фігуру геоїда.
Існують 2 типи земних еліпсоїдів: середні і референсні.
Середній еліпсоїд базується на середньому рівні моря та осі обертання Землі і найкраще підходить для глобальної геодезії заснованої на довготі та широті.
Референц-еліпсоїд часом використовують для локальних геодезичних задачі і не орієнтують еліпсоїд по земній осі та рівню моря (еліпсоїд Бесселя (1841) та еліпсоїд Гейфорда (1910)).
- В Україні та ряді країн Східної Європи при геодезичних і картографічних роботах прийнятий еліпсоїд Красовського, розміри якого було обчислено в 1940 році. Назву отримав від прізвища відомого російського астронома-геодезиста Феодосія Красовського (1878—1948), під керівництвом якого вперше було обчислено параметри цього еліпсоїда.

- Більш поширеною в світі є WGS84 на базі еліпсоїда з більш точно обчисленими розмірами і позиціонування.